# كمال سواح
كمال سواح (بالإنجليزية: Kamal Sowah)‏ (مواليد 9 يناير 2000) هو لاعب كرة قدم غاني يلعب في مركز الوسط في نادي آود هيفرلي لوفين على سبيل الإعارة.

## روابط خارجية
- كمال سواح على موقع قاعدة بيانات كرة القدم.إي يو (الإنجليزية)
- كمال سواح على موقع ناشيونال فوتبول تيمز (الإنجليزية)
- كمال سواح على موقع Soccerway.com (الإنجليزية)
- كمال سواح على موقع عالم كرة القدم.نت (الإنجليزية)